# عرش
عرش در لغت معانی متعددی دارد از جمله:
- سقف
- چیزی که دارای سقف باشد
- تخت‌های بلند
- تخت سلاطین

ولی هنگامی که در مورد خداوند به کار می‌رود و گفته می‌شود «عرش خدا» منظور از آن مجموعه جهان هستی است که در حقیقت تخت حکومت پروردگار محسوب می‌گردد.
همچنین به محل فرشته‌های مقرب و جای تقرب خداوند نیز عرش خدا گویند. گویند چون بیچاره‌ای از دست ظلم آهی کشد یا بچه یتیم از ستم و آزار کسی گریه کند عرش خدا به لرزه در آید.

## در قرآن
در قرآن با توجه به موارد استعمالش در معانی مختلفی به کار برده شده که تمامی آنها در یک نقطه مشترکند و آن اینکه "عرش کنایه از عظمت خداوند و مخلوقات اوست." در آیه مورد بحث «استوا» بر عرش کنایه از استیلاء خداوند، حکومت، مالکیت و تدبیر او بر نظام هستی است.
چنان‌که در کاربردهای معمولی نیز گاهی عبارت: "بر تخت نشستن" برای کنایه از تسلط و استیلای پادشاه بر کشورش به کار می‌رود. مثلاً می‌گوییم "آن پادشاه در فلان تاریخ بر تخت سلطنت نشست " در حالی که ممکن است آن روز پادشاه اصلاً روی هیچ تختی ننشسته باشد. یا وقتی می‌گوییم "در ۲۲ بهمن سال ۱۳۵۷ محمدرضاشاه پهلوی از تخت سلطنت به زیر کشیده شد" یعنی در آن روز حکومت او پایان پذیرفت.
در آیات قرآن نیز چنین است مثلاً در آیه "ثم استوی علی العرش " یعنی خداوند (پس از پایان یافتن خلقت جهان) زمام رهبری مخلوقات را به دست گرفت.
برای عرش معانی دیگری نیز ذکر شده از جمله: ۱ علم بی پایان پروردگار ۲ مالکیت و حاکمیت خداوند ۳ هر یک از صفات کمالیه و جلالیه الهی ۴ قلب پیامبران، اوصیا و مؤمنان ۵ علمی که خداوند به پیامبران اعطا کرده‌است.
(،)